# Province d'Andahuaylas
La province d'Andahuaylas (Provincia de Andahuaylas en espagnol) est l'une des sept provinces de la région d'Apurímac, au sud du Pérou. Son chef-lieu est la ville d'Andahuaylas.

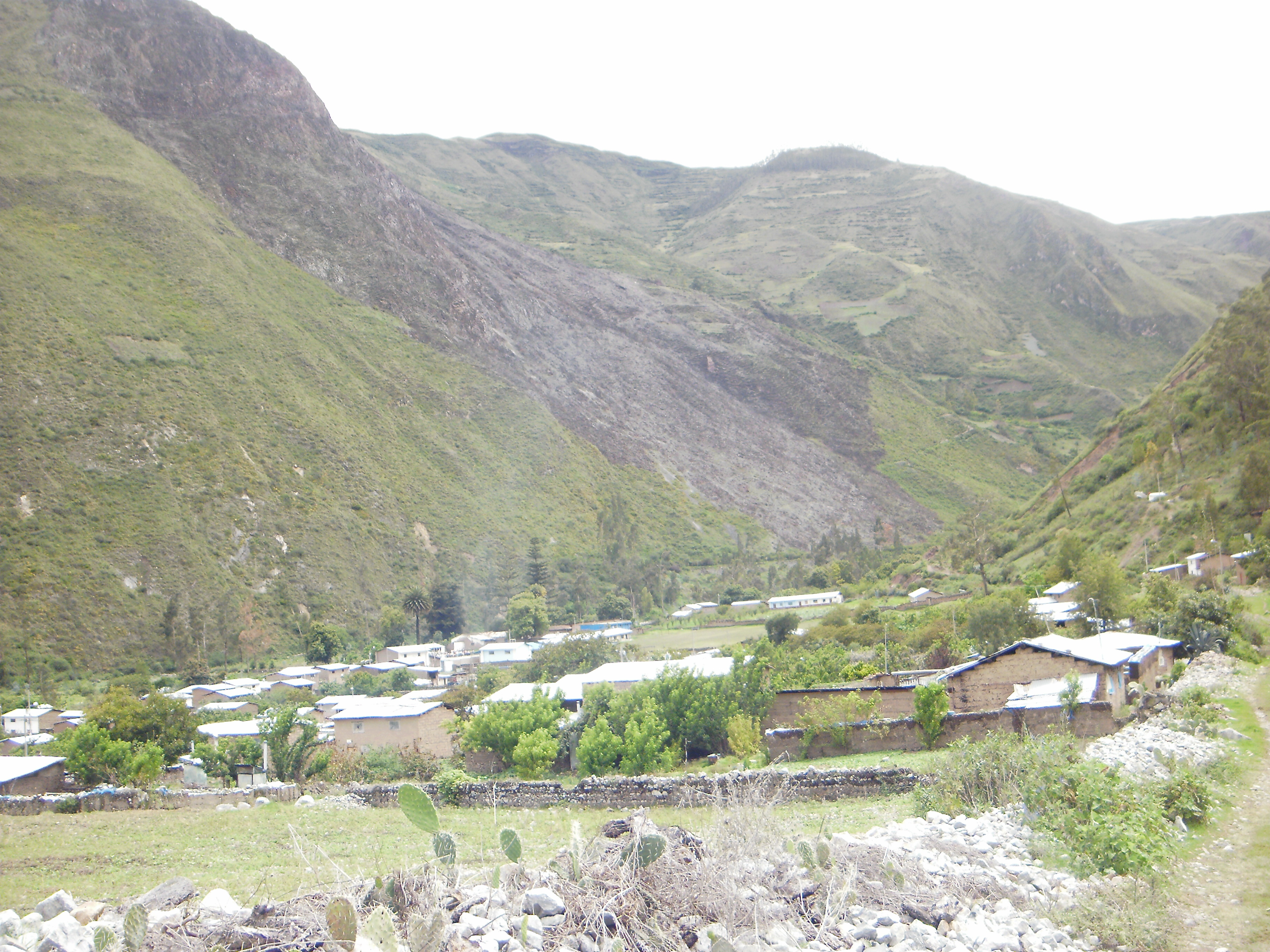
Province d'Andahuaylas, Pérou

## Géographie
La province couvre 3 987 km2. Elle est limitée au nord par la province de Chincheros et la région d'Ayacucho, à l'est par la province d'Abancay et la province d'Aymaraes, au sud par la région d'Ayacucho et à l'ouest par la région d'Ayacucho.

## Histoire
La province a été fondée le 21 juin 1825. Elle a été détachée du département d'Ayacucho en 1873, lors de la création du département d'Apurímac.

## Population
La population de la province s'élevait à 142 140 habitants au recensement de 2005 (INEI) contre 128 390 en 1993.

## Subdivisions
La province est divisée en 19 districts :
- Andahuaylas
- Andarapa
- Chiara
- Huancarama
- Huancaray
- Huayana
- Kaquiabamba
- Kishuara
- Pacobamba
- Pacucha
- Pampachiri
- Pomacocha
- San Antonio de Cachi
- San Jerónimo
- San Miguel de Chaccrapampa
- Santa María de Chicmo
- Talavera de la Reyna
- Tumay Huaraca
- Turpo

## Sites remarquables
La province est le berceau de la culture Chancas :
- Panorama et sanctuaire de Campanayoq
- Site archéologique de Waywaka
- Lac de Pacucha à 3 090 m d'altitude.
- Forteresse de Sóndor